# India, Stînga Nistrului
India este un sat din cadrul comunei Butor din Unitățile Administrativ-Teritoriale din Stînga Nistrului, Republica Moldova.